# Croce commemorativa per le operazioni di sicurezza internazionale
La croce commemorativa per le operazioni di "sicurezza internazionale" è stata istituita con decreto del Ministro della difesa del 15 maggio 2021, per ricompensare il personale militare e civile nonché quello estero benemerito che ha concorso ad operazioni di sicurezza internazionale in base ad accordi bilaterali o multilaterali per conto dell'Organizzazione delle Nazioni Unite, della NATO o dell'Unione europea per i quali non è stato proposto il conferimento di altra croce commemorativa nazionale.

## Criteri di concessione
La concessione è subordinata alla partecipazione di minimo 45 giorni all'operazione, mentre per il personale di volo è cosi disposto:
- 15 missioni su aeromobili ad ala fissa;
- 30 missioni su aeromobili ad ala rotante;
- 15 missioni o 60 ore di volo per il personale pilota e di supporto ad operazioni con aeromobili a pilotaggio remoto;
- i predetti limiti si prescindono per il personale deceduto oppure che ha contratto ferite, mutilazioni o malattie, riconosciute dipendenti da causa di servizio, che ne hanno determinato il ritiro anticipato dalle operazioni.

## Insegne

### Medaglie
Ha la forma di una croce patente a quattro braccia uguali, inscritta in un cerchio formato da due fronde di arancio di 40 mm di diametro, è in metallo color argento con attacco a nastro ed un peso di 25 g circa.
Riporta sul recto, in rilievo, al centro, la scritta "sicurezza internazionale".

### Nastro
Di seta che misura 37x50 mm, con ai lati i coloro della bandiera nazionale e al centro la banda di colore azzurro a simboleggiare l'emblema della NATO e della bandiera Europea.

### Fascetta
Di bronzo, indica l'area geografica o la nazione d'impiego.
Le fascette autorizzate sono le seguenti:
- "MEDITERRANEO"
- "EST EUROPA"
- "UNGHERIA"
- "BULGARIA"

### Diploma
Riporta i dati anagrafici dell'insignito, la data del periodo d'impiego e l'area geografica o nazione dove si è svolta, in modo prevalente, la missione.

### Classi
In caso di concessioni multiple si disporranno sopra il nastrino delle stelle di bronzo o di argento come di seguito riportato:
| 1 concessione | 2 concessioni | 3 concessioni | più di 3 concessioni |